# Carpe Diem (drank)
Carpe Diem is een alcoholvrije drank uit Oostenrijk die sinds 2002 ook verkocht wordt in België en Nederland. De drank wordt geproduceerd en gedistribueerd door Red Bull.
Het is een drankje dat gebaseerd is op gefermenteerde zoete kruidenthee, die men komboecha noemt, en bronwater. Als alcoholvrij Aziatisch alternatief voor wijn en frisdrank wordt het aangeboden in verschillende smaken en varianten. Onder de merknaam Carpe Diem werd het in 1997 voor het eerst op de Oostenrijkse markt gebracht. Het product is anno 2011 verkrijgbaar in Nederland, België, Duitsland, Oostenrijk, Zwitserland, Engeland, Ierland, Zuid-Afrika en de Verenigde Staten.